# کشورهای توسعه‌یافته
| ۰٫۸۰۰–۱٫۰۰۰ (خیلی بالا) ۰٫۷۰۰–۰٫۷۹۹ (بالا) ۰٫۵۵۰–۰٫۶۹۹ (متوسط) | ۰٫۳۵۰–۰٫۵۴۹ (پایین) داده در دسترس نیست |

دسته‌بندی بر پایه صندوق بین‌المللی پول و سازمان ملل متحد.

نقشه جهان نمایشگر شاخص توسعه انسانی (۲۰۱۸).

از اصطلاح‌های کشور توسعه‌یافته، کشور صنعتی، کشورهای رشد یافته، کشور بیشتر توسعه یافته یا کشور بیشتر توسعه‌یافته از لحاظ اقتصادی برای اشاره به کشورهای مستقلی استفاده می‌شود که اقتصادی پیشرفته و زیرساخت فناوری پیشرفته‌تری نسبت به کشورهای کمتر صنعتی‌شده دارند. تعیین مصداق برای معیار توسعه‌یافتگی همواره مورد بحث بوده‌است اما به‌طور کلی معیارهای اقتصادی معمولاً شاخص اصلی کشورهای توسعه‌یافته بوده‌است. برای مثال، میزان سرانه درآمد یکی از مهمترین معیارها است و بنابراین کشورهایی که دارای نرخ سرانه تولید ناخالص داخلی بالایی هستند، توسعه‌یافته محسوب می‌شوند.
معیار مهم اقتصادی دیگر، میزان صنعتی بودن کشور است. یکی دیگر از معیارهایی که به‌تازگی مورد توجه قرار گرفته، شاخص توسعهٔ انسانی است. این شاخص، معیارهای اقتصادی نظیر درآمد را با امری همچون میزان امید به زندگی و سطح آموزش عمومی ترکیب می‌کند. به این ترتیب، کشورهایی که دارای نمرهٔ بالاتری در شاخص توسعه انسانی هستند، توسعه‌یافته محسوب می‌شوند و به دیگر کشورها، کشورهای در حال توسعه گفته می‌شود.

## شاخص توسعه انسانی

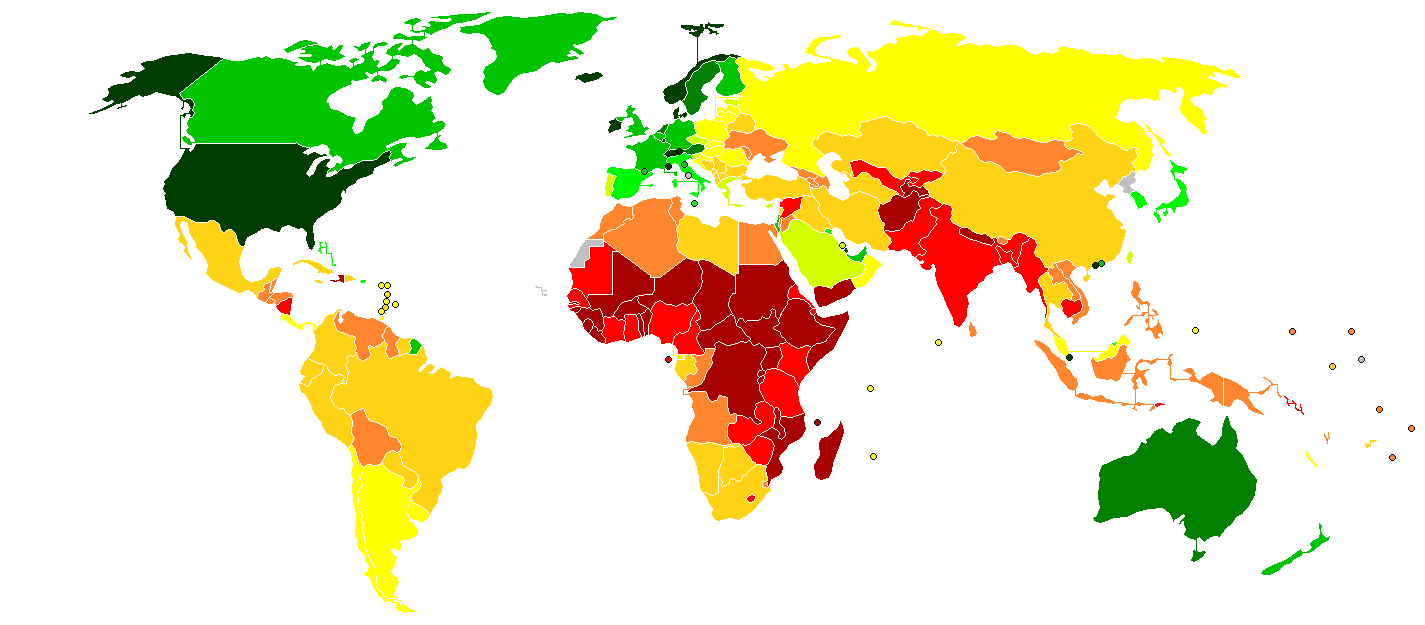
کشورها بر پایه فهرست کشورها بر پایه سرانه تولید ناخالص داخلی ۲۰۱۸

- = افزایش
- = ثابت
- = کاهش

| رتبه          | رتبه                       | کشور                | شاخص          | شاخص                        |
| رتبه‌بندی ۲۰۱۸ | تغییر رتبه نسبت به سال قبل | کشور                | رتبه‌بندی ۲۰۱۸ | میزان تغییر نسبت به سال قبل |
| ------------- | -------------------------- | ------------------- | ------------- | --------------------------- |
| ۱             | بی‌تغییر                    | نروژ                | ۰٫۹۵۳         | ۰٫۰۰۲                       |
| ۲             | بی‌تغییر                    | سوئیس               | ۰٫۹۴۴         | ۰٫۰۰۱                       |
| ۳             | بی‌تغییر                    | استرالیا            | ۰٫۹۳۹         | ۰٫۰۰۱                       |
| ۴             | بی‌تغییر                    | سنگاپور             | ۰٫۹۳۸         | ۰٫۰۰۴                       |
| ۵             | (۱)                        | کره جنوبی           | ۰٫۹۳۶         | ۰٫۰۰۲                       |
| ۶             | بی‌تغییر                    | ایسلند              | ۰٫۹۳۵         | ۰٫۰۰۲                       |
| ۷             | (۱)                        | ماکائو              | ۰٫۹۳۳         | ۰٫۰۰۳                       |
| ۷             | بی‌تغییر                    | سوئد                | ۰٫۹۳۳         | ۰٫۰۰۱                       |
| ۹             | (۱)                        | جمهوری ایرلند       | ۰٫۹۳۲         | ۰٫۰۰۲                       |
| ۱۰            | بی‌تغییر                    | هلند                | ۰٫۹۳۱         | ۰٫۰۰۳                       |
| ۱۱            | (۱)                        | آلمان               | ۰٫۹۲۹         | ۰٫۰۰۱                       |
| ۱۲            | بی‌تغییر                    | کانادا              | ۰٫۹۲۶         | ۰٫۰۰۴                       |
| ۱۳            | (۱)                        | ایالات متحده آمریکا | ۰٫۹۲۴         | ۰٫۰۰۲                       |
| ۱۴            | بی‌تغییر                    | بریتانیا            | ۰٫۹۲۲         | ۰٫۰۰۲                       |
| ۱۵            | بی‌تغییر                    | ژاپن                | ۰٫۹۲۰         | ۰٫۰۰۲                       |
| ۱۶            | بی‌تغییر                    | نیوزیلند            | ۰٫۹۱۷         | ۰٫۰۰۲                       |
| ۱۷            | (۱)                        | دانمارک             | ۰٫۹۱۶         | ۰٫۰۰۱                       |
| ۱۸            | (۱)                        | بلژیک               | ۰٫۹۱۶         | ۰٫۰۰۱                       |
| ۱۹            | بی‌تغییر                    | فنلاند              | ۰٫۹۰۹         | ۰٫۰۰۲                       |
| ۲۰            | بی‌تغییر                    | اتریش               | ۰٫۹۰۸         | ۰٫۰۰۲                       |
| ۲۱            | بی‌تغییر                    | لوکزامبورگ          | ۰٫۹۰۴         | ۰٫۰۰۱                       |
| ۲۲            | بی‌تغییر                    | اسرائیل             | ۰٫۹۰۳         | ۰٫۰۰۱                       |
| ۲۲            | (۱)                        | لیختن‌اشتاین         | ۰٫۹۰۳         | ۰٫۰۰۳                       |
| ۲۴            | بی‌تغییر                    | فرانسه              | ۰٫۹۰۱         | ۰٫۰۰۲                       |
| ۲۵            | بی‌تغییر                    | اسلوونی             | ۰٫۸۹۶         | ۰٫۰۰۲                       |
| ۲۶            | بی‌تغییر                    | اسپانیا             | ۰٫۸۹۱         | ۰٫۰۰۲                       |
| ۲۷            | بی‌تغییر                    | جمهوری چک           | ۰٫۸۸۸         | ۰٫۰۰۳                       |
| ۲۸            | افزایش                     | ایتالیا             | ۰٫۸۸۰         | ۰٫۰۰۲                       |
| ۲۹            | افزایش                     | هنگ کنگ             | ۰٫۸۷۸         | ۰٫۰۰۳                       |
| ۳۰            | بی‌تغییر                    | استونی              | ۰٫۸۷۱         | ۰٫۰۰۳                       |

| رتبه          | رتبه                       | کشور              | شاخص          | شاخص                        |
| رتبه‌بندی ۲۰۱۸ | تغییر رتبه نسبت به سال قبل | کشور              | رتبه‌بندی ۲۰۱۸ | میزان تغییر نسبت به سال قبل |
| ------------- | -------------------------- | ----------------- | ------------- | --------------------------- |
| ۳۱            | (۱)                        | یونان             | ۰٫۸۷۰         | ۰٫۰۰۲                       |
| ۳۲            | بی‌تغییر                    | قبرس              | ۰٫۸۶۹         | ۰٫۰۰۲                       |
| ۳۳            | (۱)                        | لهستان            | ۰٫۸۶۵         | ۰٫۰۰۵                       |
| ۳۴            | (۱)                        | امارات متحده عربی | ۰٫۸۶۳         | ۰٫۰۰۱                       |
| ۳۵            | بی‌تغییر                    | آندورا            | ۰٫۸۵۸         | ۰٫۰۰۲                       |
| ۳۵            | (۱)                        | لیتوانی           | ۰٫۸۵۸         | ۰٫۰۰۳                       |
| ۳۷            | (۱)                        | قطر               | ۰٫۸۵۶         | ۰٫۰۰۱                       |
| ۳۸            | (۱)                        | اسلواکی           | ۰٫۸۵۵         | ۰٫۰۰۲                       |
| ۳۹            | (۱)                        | مالت              | ۰٫۸۵۳         | ۰٫۰۰۱                       |
| ۳۹            | (۱)                        | عربستان سعودی     | ۰٫۸۵۳         | ۰٫۰۰۱                       |
| ۴۱            | (۲)                        | لتونی             | ۰٫۸۴۷         | ۰٫۰۰۳                       |
| ۴۱            | (۱)                        | پرتغال            | ۰٫۸۴۷         | ۰٫۰۰۲                       |
| ۴۳            | (۲)                        | بحرین             | ۰٫۸۴۶         | بی‌تغییر                     |
| ۴۴            | بی‌تغییر                    | شیلی              | ۰٫۸۴۳         | ۰٫۰۰۱                       |
| ۴۵            | بی‌تغییر                    | مجارستان          | ۰٫۸۳۸         | ۰٫۰۰۳                       |
| ۴۶            | بی‌تغییر                    | کرواسی            | ۰٫۸۳۱         | ۰٫۰۰۳                       |
| ۴۷            | بی‌تغییر                    | آرژانتین          | ۰٫۸۲۵         | ۰٫۰۰۳                       |
| ۴۸            | (۱)                        | عمان              | ۰٫۸۲۱         | ۰٫۰۰۱                       |
| ۴۹            | بی‌تغییر                    | روسیه             | ۰٫۸۱۶         | ۰٫۰۰۱                       |
| ۵۰            | بی‌تغییر                    | مالزی             | ۰٫۸۱۴         | ۰٫۰۰۴                       |
| ۵۱            | (۱)                        | بلغارستان         | ۰٫۸۱۳         | ۰٫۰۰۳                       |
| ۵۲            | بی‌تغییر                    | رومانی            | ۰٫۸۱۱         | ۰٫۰۰۴                       |
| ۵۳            | (۱)                        | بلاروس            | ۰٫۸۰۸         | ۰٫۰۰۳                       |
| ۵۴            | (۱)                        | تایوان            | ۰٫۸۰۷         | ۰٫۰۰۱                       |
| ۵۵            | (۱)                        | اروگوئه           | ۰٫۸۰۴         | ۰٫۰۰۲                       |
| ۵۶            | (۱)                        | کویت              | ۰٫۸۰۳         | ۰٫۰۰۱                       |
| ۵۷            | بی‌تغییر                    | مونته‌نگرو         | ۰٫۸۰۲         | ۰٫۰۰۳                       |
| ۵۸            | (۱)                        | ترکیه             | ۰٫۸۰۰         | ۰٫۰۰۱                       |
| ۵۸            | (۲)                        | قزاقستان          | ۰٫۸۰۰         | ۰٫۰۰۳                       |
| ۵۹            | (۲)                        | پرو               | ۰٫۸۰۰         | ۰٫۰۰۳                       |
| ۶۰            | (۲)                        | برونئی            | ۰٫۶۰۰         | ۰٫۰۰۲                       |
| ۶۱            | (۲)                        | ایران             | ۰٫۵۸۰         | ۰٫۰۰۴                       |
| ۶۲            | (۲)                        | برزیل             | ۰٫۵۷۰         | ۰/۰۰۵                       |
| ۶۳            | (۲)                        | چین               | ۰٫۳۴۰         | ۰٫۰۰۱                       |
| ۶۴            | (۲)                        | تایلند            | ۰٫۳۴۰         | ۰/۰۰۲                       |

## واژه‌های مشابه
کلماتی نظیر کشورهای صنعتی، کشورهای توسعه یافته، و کشورهای جهان اول هم در معنی مشابه استفاده می‌شوند.